# Kosiorki (powiat moniecki)
Kosiorki – wieś w Polsce położona w województwie podlaskim, w powiecie monieckim, w gminie Mońki.
Wieś królewska w starostwie knyszyńskim w ziemi bielskiej województwa podlaskiego w 1795 roku. W latach 1975–1998 miejscowość należała administracyjnie do województwa białostockiego.
Wierni kościoła rzymskokatolickiego należą do parafii św. Agnieszki w Goniądzu.

## Historia
Według spisu ludności z 30 września 1921 Dawidowiznę zamieszkiwało ogółem 138 osób z czego mężczyzn - 59, kobiet - 79. Budynków mieszkalnych było 27.